# Czesław Krakowiak
Czesław Krakowiak (ur. 16 czerwca 1944 w Księżomierzu) – polski duchowny katolicki, teolog, prof. dr hab.
Specjalizuje się w liturgice i teologii pastoralnej. Pełni funkcję kierownika Katedry Teologii Liturgii w Instytucie Teologii Pastoralnej Katolickiego Uniwersytetu Lubelskiego Jana Pawła II. W latach 2008–2009 był dyrektorem Instytutu Teologii Pastoralnej KUL.

## Ważniejsze publikacje
- Namaszczenie chorych - sakrament uzdrowienia (2004)
- Bierzmowanie - sakrament inicjacji chrześcijańskiej (2005)
- Namaszczenie chorych : sakrament uzdrowienia (2005)
- Sakrament bierzmowania w praktyce pastoralnej Kościoła w Polsce  (2005)
- Adwent w liturgii Kościoła i pobożności ludowej (2006)
- Świętowanie Tajemnicy Narodzenia i Objawienia Pańskiego (2006)
- Wielki Post w liturgii Kościoła i pobożności ludowej (2006)
- Profesja zakonna według Ordo Professionis Religiosae (1970) (2010)
- Sakrament bierzmowania w reformie liturgii II Soboru Watykańskiego (2012)
- Pokuta i pojednanie w Kościele katolickim  (2013)